# Jiří Bumerl
Jiří Bumerl (* 5. října 1925 v Praze - † 18. října 2007 v Táboře) byl čs.pedagog, RNDr., autor učebnic a publicista, popularizátor, aktivní pracovník a funkcionář v oblasti tvorby a ochrany přírody

## Studia
Od roku 1941 žil v Bechyni; absolvoval Zemskou vyšší rolnickou školu v Táboře, po maturitě 1946 začal studovat v Praze Vysokou školu zemědělskou. Po politickém převratu v ČSR v únoru 1948 mu bylo toto studium jako členovi strany národních socialistů násilně přerušeno a opět studovat mu bylo umožněno až počátkem 60. let. Při zaměstnání absolvoval Přírodovědeckou fakultu Univerzity Karlovy v Praze, promoval v roce 1967 a rigorózní zkoušky vykonal v roce 1970.

## Pedagog
Jako pedagog začal působit (po přerušení řádného studia) nejprve v Žatci
na Chmelařské škole (do r. 1952) a potom na Střední zemědělské technické škole v Táboře . Zde učil – biologie, genetika a ochrana rostlin - plných 36 let (v letech 1952 až 1988), v roce 1962 se z Bechyně do Tábora přestěhoval. Od začátku působení na místní zemědělské škole pracoval ve známé botanické zahradě  , kde vybudoval mj. orchidárium (speciální skleník pro orchideje), jiné skleníky a jezírko.
Již po svém odchodu (1988) do důchodu byl v roce 1993 osloven, aby se podílel na vzniku první ekologické střední školy v ČR. Vypracoval koncepci nového studijního oboru a stal se prvním ředitelem ekologické školy ve Veselí nad Lužnicí - . Působil zde čtyři školní roky.
- Je spoluautorem učebnic: Biologie 1 a Biologie 2 - pro střední odborné školy;[1]
- a autorem mnoha odborných ekologických, biologických i pedagogických článků.

## Životní prostředí
RNDr.Bumerl se mimo své odborné pedagogické činnosti velkou měrou věnoval otázkám ochrany přírody, tvorbě životního prostředí a propagaci. Zasloužil se o ekologický rozvoj Táborska. Mimo jiné např.:
- Od roku 1969 vykonával (neplacenou) náročnou funkci okresního konzervátora Státní ochrany přírody;
- Inicioval zřízení a s pomocí žáků SZEŠ v Táboře i zbudování (otevřena byla 8. srpna 1980) naučné stezky Borkovická Blata;
- Na ustavující konferenci Českého svazu ochránců přírody v Táboře (16. října 1980) byl zvolen předsedou OV ČSOP;
- Člen poradního sboru Ministerstva kultury ČR pro botanické zahrady;
- Lektor stovek přednášek o životním prostředí a bohatství naší přírody;
- Zakladatel, spolutvůrce a dramaturg táborskou veřejností oblíbených přírodopisných a cestopisných pořadů „Barevné čtvrtky“, kterých se za 28 let v malém sále divadla konalo 257;
- V květnu 1999 byl jmenován Městskou radou Tábor členem komise životního prostředí;

## Ocenění
- V roce 1995 obdržel RNDr.Jiří Bumerl za dlouholeté zásluhy o životní prostředí a práci pro přírodu Cenu ministra životního prostředí[2]
- a také Cenu města Tábora 1995 za celoživotní činnost v oblasti ochrany přírody, pedagogickou činnost a přínos pro Botanickou zahradu Tábor.